# Čajetina
Čajetina (en serbe cyrillique : Чајетина) est une ville et une municipalité situées à l’ouest de la Serbie dans le district de Zlatibor. Au recensement de 2011, la ville comptait 3 342 habitants et la municipalité dont elle est le centre 14 726.

## Géographie
La municipalité de Čajetina englobe la plus grande partie de la région des monts Zlatibor, qui fait partie du groupe de montagnes de Stari Vlah, dans la partie orientale des Alpes dinariques,. Principalement constituée de serpentine et de péridotite, la région prend la forme d'un grand plateau dont l'altitude moyenne est de 1 000 m ; sur les bords de ces plateaux s'élèvent les monts Tornik (1 496 m) et Čigota (1 422 m). Le mont Tornik est le point culminant des monts Zlatibor.
Le Crni Rzav, le « Rzav noir », un des bras formant le Rzav de Zlatibor, prend sa source au pied de la Čigota. Le Veliki Rzav, le « Grand Rzav », un des bras du Rzav de Golija, passe sur le versant occidental de cette montagne. Le lac de Ribnica est un lac artificiel, formé en 1971 après la construction d'un barrage sur le Crni Rzav ; ce barrage a comme fonction d'alimenter en eau potable les villes de Zlatibor et Čajetina.
La structure calcaire des sols, avec ses nombreuses fissures, facile la circulation souterraine de l'eau. La région compte ainsi de nombreuses sources.

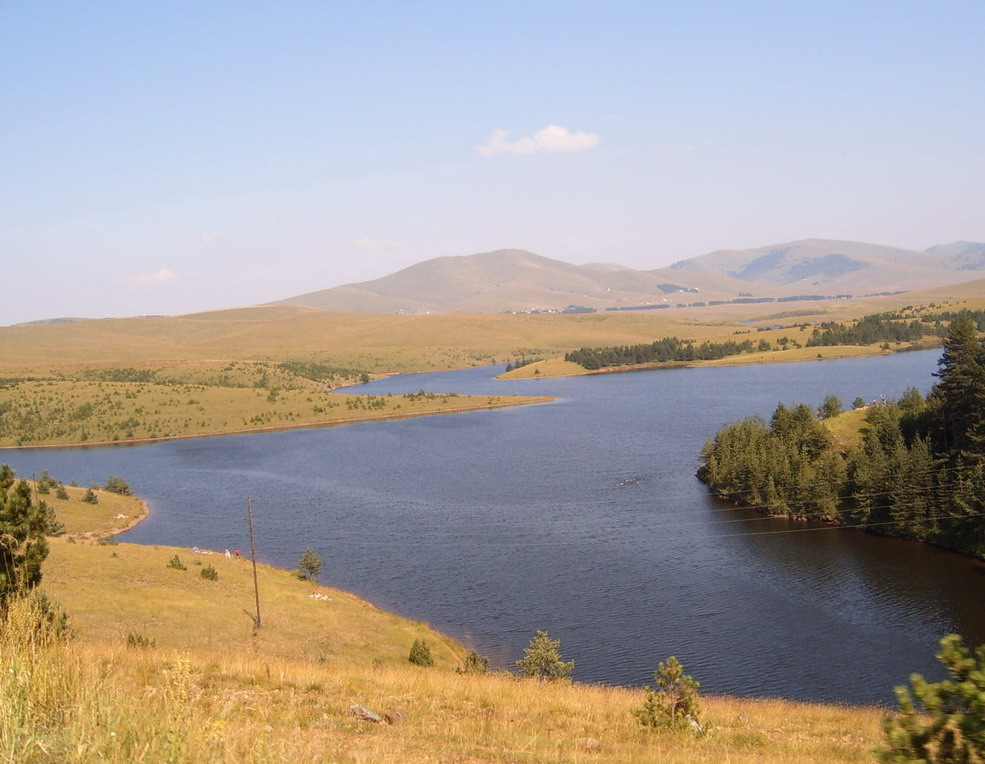
Le lac de Ribnica
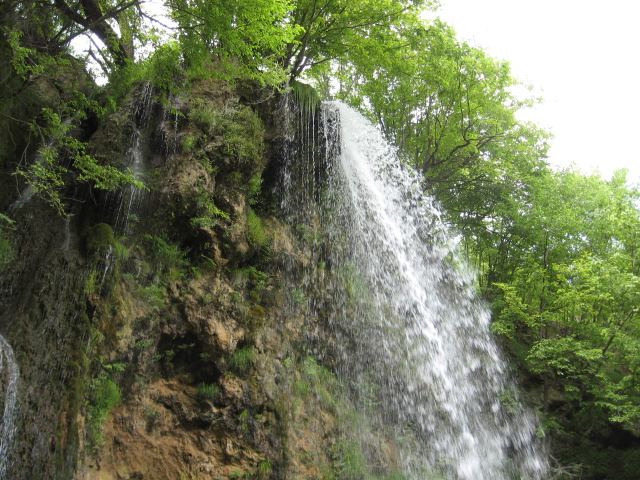
La chute d'eau de Gostilje

La municipalité couvre une superficie de 647 km2 ; elle est entourée par la municipalité d'Užice au nord, par celle d'Arilje à l'est, par celle de Nova Varoš au sud-est et, au sud, par celle de Priboj à l'ouest, elle est frontalière de la Bosnie-Herzégovine,.

## Climat
Le climat de Čajetina et de sa région est observé depuis 1941 par la station météorologique de Zlatibor, située à 1 028 m d'altitude, coordonnées 43° 44′ N, 19° 43′ E. Des variations sont à noter en fonction de l'altitude mais, globalement, les monts Zlatibor, où se trouve Čajetina, jouissent d'un climat subalpin. Pour la période 1961-1990, la température moyenne annuelle s'élevait à 7,1 °C et à 7,9 °C pour la période 1991-2008. La température la plus basse jamais enregistrée à la station a été de −23,1 °C, le 26 janvier 1954, et la température la plus élevée a été de 35,8 °C, le 24 juillet 2007. La moyenne des précipitations varie elle aussi selon les endroits. Selon les relevés de la station, le jour le plus pluvieux a été le 11 septembre 1974, avec 114 mm. Entre 1961 et 1990, on comptait une moyenne de 68 jours de chute de neige et, en tout, 112 jours d'enneigement par an ; les chutes de neige les plus importantes jamais enregistrées en une seule journée ont eu lieu le 16 mars 1956, avec 93 cm de couverture. Pour la même période, la région du Zlatibor comptait également 117 jours de brouillard et 168 jours d'ensoleillement (moins de 0,1 mm de pluie).
| Mois                                         | Janv | Fév  | Mars | Avr  | Mai  | Juin | Juil | Août | Sept | Oct  | Nov  | Déc  | Année |
| -------------------------------------------- | ---- | ---- | ---- | ---- | ---- | ---- | ---- | ---- | ---- | ---- | ---- | ---- | ----- |
| Températures moyennes 1961-1990 (°C)         | -3,3 | -1,5 | 2,0  | 6,6  | 11,5 | 14,4 | 16,3 | 16,3 | 13,1 | 8,4  | 3,2  | -1,5 | 7,1   |
| Températures moyennes 1991-juillet 2008 (°C) | -2,0 | -1,9 | 2,7  | 7,2  | 12,6 | 16,1 | 17,9 | 18,0 | 13,0 | 8,9  | 3,6  | -1,3 | 7,9   |
| Précipitations moyennes 1961-1990 (°C)       | 68,0 | 60,8 | 64   | 76,8 | 100  | 110  | 96   | 78,3 | 83,4 | 66,6 | 85,4 | 75   | 964,3 |
| Précipitations moyennes 1991-2007 (mm)       | 53,6 | 62,9 | 69,7 | 78,6 | 84,2 | 85,6 | 83,1 | 66,4 | 85,8 | 72,3 | 78,7 | 80   | 900,7 |

Localement, Čajetina jouit d'un climat continental modéré, avec une influence notable du climat montagnard ; c'est une zone où se mêlent et se heurtent les masses d'air en provenance de la mer Méditerranée et des Carpates. Le mois le plus froid est janvier avec une température minimale moyenne de −3,4 °C et le mois le plus chaud août avec une température minimale moyenne de 16,8 °C.

## Histoire
La région de l'actuelle ville de Čajetina est habitée depuis le Néolithique et ses premiers habitants historiquement attestés sont les Illyriens, dont il subsiste plusieurs nécropoles, portant en serbe le nom de gradine, notamment sur le territoire des villages de Kriva Reka, Ljubiš, Mušvete et Branešci. Le territoire de la municipalité conserve aussi des vestiges d'époque romaine (forteresses, routes et monuments funéraires), ainsi que des monuments du Moyen Âge et de la période ottomane (monastères, églises, forteresses etc.).
Plusieurs légendes attribuent une origine au nom de Čajetina. Selon l'une d'entre elles, le nom viendrait d'un spahi turc appelé Čaj, ; selon une autre, il viendrait du fait que les Turcs y auraient capturé un jeune homme et auraient appelé le lieu čajet, mot qui signifie « la faiblesse ». Il est en revanche plus probable que le nom de ville vienne du verbe čajati ou čajiti, variantes locales du verbe čekati qui signifie « attendre » ; le lieu aurait été nommé ainsi en référence aux voyageurs et au marchands venus de la Šumadija (Choumadie) et qui attendaient la fin de l'hiver pour traverser les monts Zlatibor[réf. nécessaire].
Čajetina est mentionnée pour la première fois au moment du second soulèvement serbe contre les Ottomans, en 1815, dans une lettre du haïdouk Jovan Mićić adressée au prince Miloš Obrenović. Čajetina est encore mentionnée en 1826 par l'écrivain Joakim Vujić dans son Voyage à travers la Serbie (Putešestvije po Serbiji) ; il écrit que, venant du mont Čigota, près de Strmac, il a traversé une épaisse forêt et s'est arrêté à Čajetina, où le serdar Mićić possédait un « palais » ; de fait, en 1817, Jovan Mićić avait fait de Čajetina sa résidence permanente et s'y était fait construire un konak et y avait construire de nombreux bâtiments.
Čajetina était au centre d'un vaste territoire et la localité vit sa population progressivement augmenter. Jusqu'en 1845, elle fut le centre administratif d'un district mais les Défenseurs de la constitution (Ustavobranitelji premjestili)) en transférèrent le siège à Užice. En 1863, lors de son second règne, le prince Michel Obrenović transféra de nouveau le siège du district à Čajetina et, la même année, la localité fut équipée en eau courante. À la fin du XIXe siècle, une école et une église y furent construites. En 1905, une seconde école y ouvrit ses portes. En 1927, une route moderne fut construite entre Užice et Kraljeve Vode (aujourd'hui Zlatibor) et localité y fut rattachée. En 1930, Čajetina obtint le statut de ville, devenant ainsi l'une des plus petites villes de Serbie.

## Localités de la municipalité de Čajetina

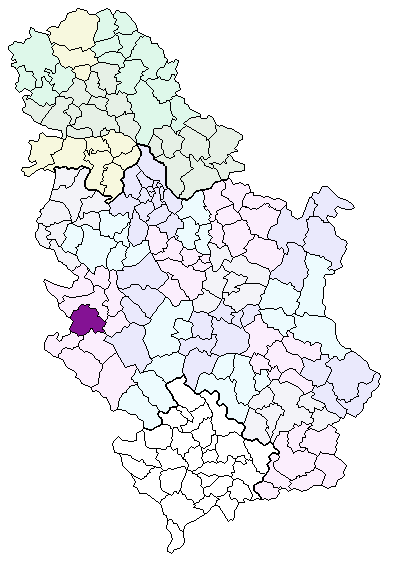
Localisation de la municipalité de Čajetina en Serbie

La municipalité de Čajetina compte 24 localités :
| - Alin Potok - Branešci - Golovo - Gostilje - Dobroselica - Drenova - Željine - Zlatibor - Jablanica - Kriva Reka - Ljubiš - Mačkat | - Mušvete - Rakovica - Rožanstvo - Rudine - Sainovina - Semegnjevo - Sirogojno - Stublo - Tripkova - Trnava - Čajetina - Šljivovica |

Čajetina et Zlatibor, encore appelée Kraljeve Vode, sont officiellement classées parmi les « localités urbaines » (en serbe : градско насеље et gradsko naselje) ; toutes les autres localités sont considérées comme des « villages » (село/selo).

## Démographie

### Ville

#### Évolution historique de la population dans la ville
| 1948 | 1953 | 1961 | 1971  | 1981  | 1991  | 2002  | 2011  |
| ---- | ---- | ---- | ----- | ----- | ----- | ----- | ----- |
| 654  | 763  | 752  | 1 199 | 1 778 | 2 588 | 3 162 | 3 342 |

### Municipalité

#### Répartition de la population par nationalités dans la municipalité (2002)
Toutes les localités de la municipalité sont peuplées majoritairement de Serbes.

## Religion
Sur le plan religieux, Čajetina et sa région sont essentiellement peuplées de Serbes orthodoxes ; elles relèvent de l'éparchie de Žiča (en serbe cyrillique : Епархија жичка), qui a son siège au monastère de Žiča, situé près de Kraljevo.

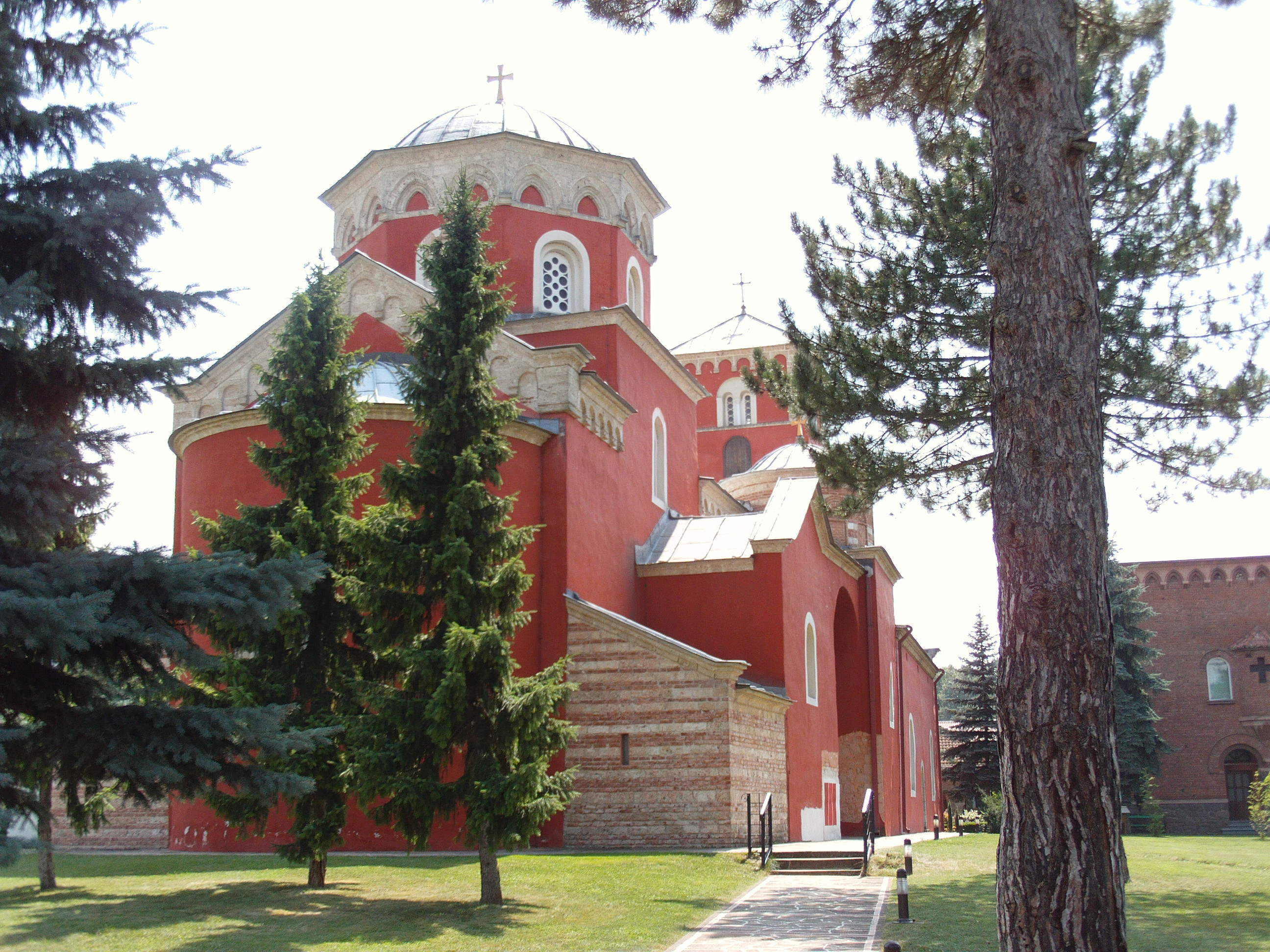
Le monastère de Žiča, siège de l'éparchie de Žiča

## Politique
À la suite des élections locales serbes de 2008, les 31 sièges de l'Assemblée municipale de Čajetina étaient répartis de la manière suivante, :
| Parti                              | Sièges |
| ---------------------------------- | ------ |
| Parti démocratique de Serbie (DSS) | 17     |
| Parti démocratique                 | 6      |
| Parti radical serbe                | 3      |
| Parti socialiste de Serbie         | 2      |
| Nouvelle Serbie                    | 2      |
| PUPS                               | 1      |

Milan Stamatović, membre du Parti démocratique de Serbie (DSS) de l'ancien premier ministre Vojislav Koštunica, a été réélu président (maire) de la municipalité. Miloje Rajović, également membre du DSS, a été élu président d'assemblée municipale ; Mirjana Lazović a été élue vice-présidente de même assemblée.

## Culture

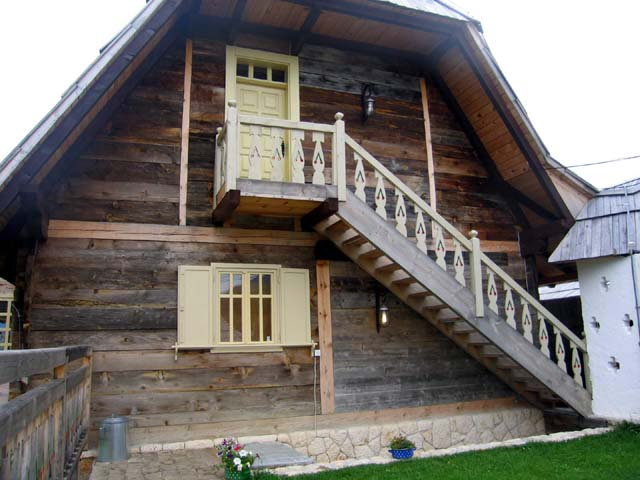
La salle de cinéma de Küstendorf/Drvengrad

L'institution culturelle la plus ancienne de Čajetina est la Bibliothèque Ljubiša R. Đenić (en serbe : Biblioteka Ljubiša R. Đenić u Čajetina), dont l'origine remonte à 1904 ; installée dans un édifice construit en 1910, elle abrite aujourd'hui près de 40 000 ouvrages. La Bibliothèque gère aussi un petit musée, créé en 1951, qui possède environ 1 200 objets (numismatique, histoire, ethnologie, art) et environ 2 000 documents d'archive couvrant la période des XIXe et XXe siècle, dont des photographies ; parmi les curiosités du musée figure une météorite de 60 kg tombée dans la région au début du XXe siècle.
L'atelier Trnava, situé près de Sirogojno, présente des œuvres du peintre et sculpteur Vladimir Mitrović. Le sculpteur Miladin Lekić expose ses œuvres à Šljivovica.
En 2008, le réalisateur Emir Kusturica a créé le Festival international du film et de la musique de Küstendorf, qui a lieu à Küstendorf/Drvengrad, le « village en bois », près de Mokra Gora ; organisé autour d'une compétition de courts-métrages à laquelle participent de jeunes réalisateurs et des étudiants en cinéma, trois récompenses principales y sont décernées : l'Œuf d'or, l'Œuf d'argent et l'Œuf de bronze. La création de ce festival s'inscrit dans le prolongement d'une École de cinéma ouverte dans le village en 2005.

## Éducation
Čajetina possède un établissement d'enseignement pré-scolaire (en serbe : predškolsko obrazovanje), l'école maternelle Radost (« Joie »), qui dispose également d'une annexe dans la ville de Zlatibor ; elle scolarise 236 enfants à Čajetina même et 131 enfants à Zlatibor. La municipalité dispose par ailleurs de trois écoles élémentaires (osnovne škole) : l'école Savo Jovanović de Sirogojno, qui gère aussi des établissements à Rožanstvo, Ljubiš, Gostilje, Željine et Gornji Ljubiš, l'école Milivoje Borović de Mačkat, avec des antennes à Šljivovica, Kriva Reka, Tripkova et Gornja Šljivovica, et l'école Dimitrije Tucović de Čajetina, avec des annexes à Zlatibor, Jablanica, Dobroselica et Alin Potok.
La ville possède un établissement d'études secondaires (strednja škola) : l'école de restauration et de tourisme (Ugostiteljsko-turistička škola).

## Économie
Les activités économiques les plus importantes de la municipalité de Čajetina sont le tourisme, l'agriculture, l'industrie agroalimentaire, l'industrie textile, la petite métallurgie, l'industrie du plastique et l'industrie du bois.
Les pâturages sont propices à l'élevage des bovins et des ovins, avec respectivement 7 016 et 30 752 têtes (chiffres de 2002) et, dans une moindre mesure les porcs et les chevaux. L'apiculture est également pratiquée à Čajetina. La région est connue pour sa production de fruits, notamment les framboises et les prunes, et sa production de légumes et notamment les pommes de terre. La transformation de ces productions est une des activités principales de la municipalité, avec la production de viande et de lait, de saucisses et de jambons. Les forêts et les prairies abondent également en herbes médicinales, en fraises des bois, en mûres et en champignons. Tout comme l'agroalimentaire, l'industrie du bois transforme la production du bois issu de la région qui bénéficie d'une importante couverture forestière ; de fait, la forêt couvre près de 216 km2, soit un tiers du territoire municipal.
Le travail du textile reste le plus souvent artisanal, notamment avec le travail de la laine, par exemple à Sirogojno.

## Tourisme

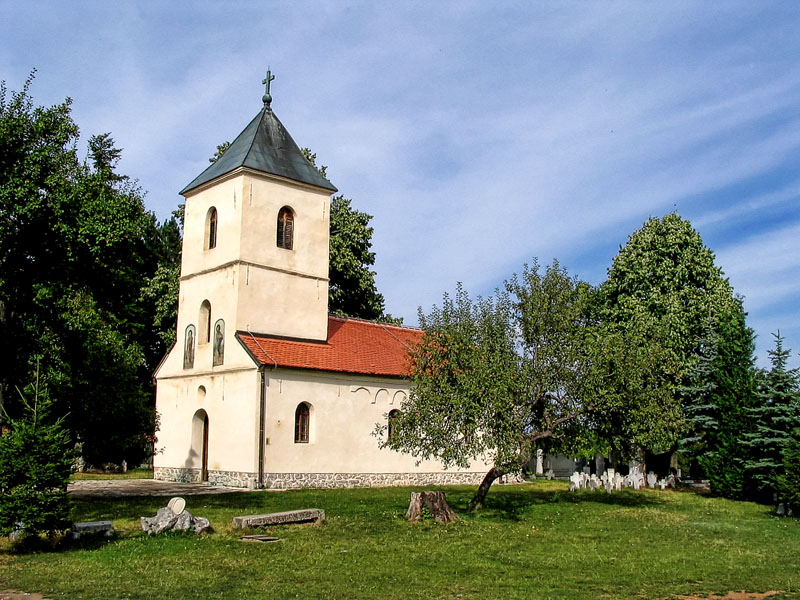
L'église orthodoxe serbe des Apôtes-Pierre-et-Paul à Sirogojno

Le tourisme est l'activité économique principale de la municipalité de Čajetina, notamment avec la ville de Zlatibor, qui, avec ses hôtels, ses restaurants, ses bars et ses clubs de nuit constitue le grand centre touristique du massif de Zlatibor. Les montagnes offrent toutes sortes de possibilités pour les amateurs de randonnée ou de marche. À environ 10 km de la ville de Zlatibor, la station de ski du mont Tornik est située à une altitude comprise entre 1 110  et   1 490 m ; elle possède trois pistes et comporte des installations capables de transporter 5 400 skieurs par heure sur le sommet. La région est également propice à la chasse et la pêche sportive. Le Lac de Ribnica, situé sur le Crni Rzav, abonde en poissons, notamment le goujon, la truite, la tanche et le silure.
La municipalité possède également un riche patrimoine culturel. L'église en bois de Dobroselica a été construite en 1821 et elle conserve des icônes peintes par Janko Mihailović Moler (1792-1853) et par Aleksije Lazović. L'église en bois de Jablanica, quant à elle, a été édifiée en 1838 ; dédiée au Linceul de la Très Sainte Mère de Dieu, elle abrite des icônes représentant le Christ, Saint Basile d'Ostrog et Saint Jean Baptiste ; cette église, ainsi que son cimetière, est classée sur la liste des monuments culturels de Serbie,,. L'église de Mačkat date de 1859 et elle abrite des icônes d'Aleksije Lazović. La maison natale de Dimitrije Tucović à Gostilje, construite en 1855, est une demeure en bois classée.

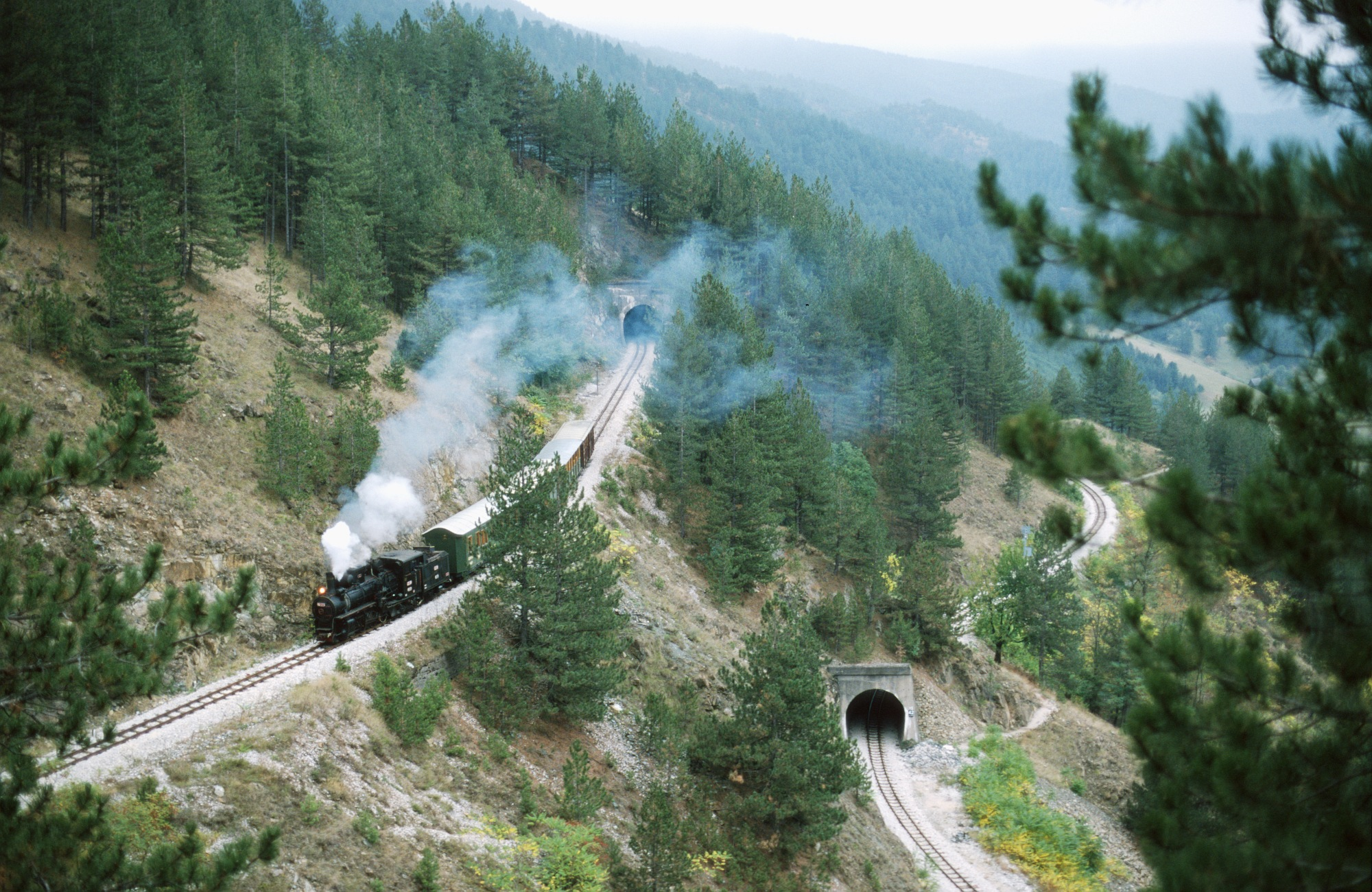
Le Huit de Šargan

La municipalité abrite l'ethno-village de Sirogojno qui s'organise autour de l'église des Apôtres-Pierre-et-Paul ; construite en 1764, cette église abrite des œuvres de Simeon Lazović peintes dans un style néo-byzantin ; de nombreuses maisons en bois, caractéristiques de la région de Zlatibor, constituent un conservatoire de l'habitat traditionnelles et l'on y présente les activités artisanales d'autrefois ; la valeur historique de cet ensemble lui a valu d'être classé sur la liste des monuments culturels de Serbie. Près de Mokra Gora, sur le territoire de la Ville d'Užice, le village de Küstendorf, connu aussi sous le nom de Drvengrad, le « village en bois », a été construit de toutes pièces par le réalisateur Emir Kusturica pour les besoins de son film La vie est un miracle. Il s'agit de la reconstitution d'un village serbe typique du XIXe siècle. En raison de sa qualité, le village a remporté en 2005 le prix européen d'architecture Philippe Rotthier pour la reconstruction de la ville. Il est aujourd'hui une destination particulièrement appréciée des touristes. En 2008, Kusturica y a créé le Festival international du film et de la musique de Küstendorf.
Mokra Gora, près de Küstendorf/Drvengrad, est également un centre d'excursion important de la municipalité ; le village est notamment le point de départ d'une ligne de chemin de fer touristique, connue sous le nom de Huit de Šargan (en serbe : Шарганска осмица et Šarganska osmica) ; construite dans une zone particulièrement escarpée, la ligne tire son surnom du fait que, vue du ciel, elle ressemble à un « 8 ». Comme le village voisin de Küstendorf, elle a été popularisée par le film La vie est un miracle d'Emir Kusturica.

## Médias
La municipalité de Čajetina possède une station de radio, Radio Max, créée en 2004 et qui émet depuis la ville de Zlatibor.

## Transports

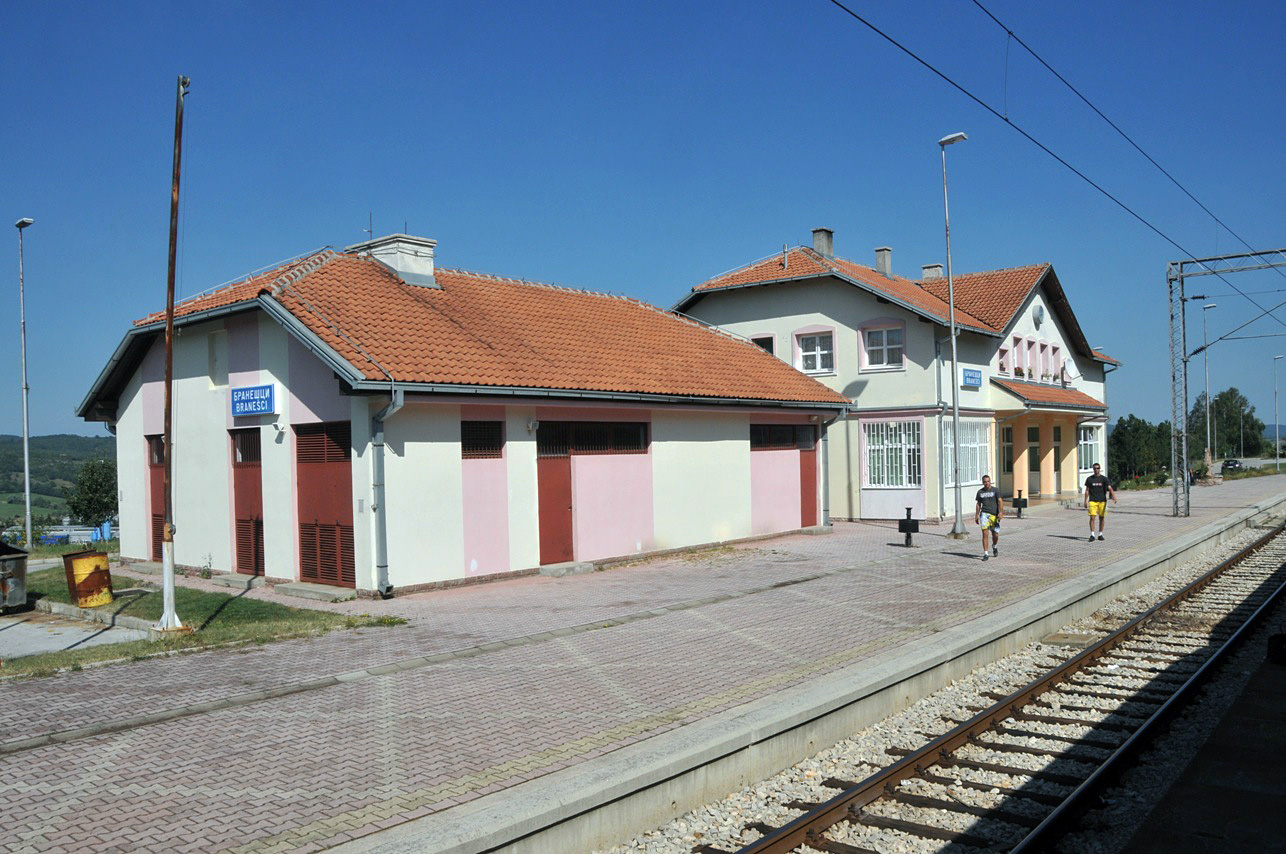
La gare de Branešci

Čajetina se trouve sur la route nationale 21 qui mène à Užice au nord et qui, au sud, traverse Zlatibor avant de rejoindre Nova Varoš et, au-delà, le Monténégro.

## Personnalités
Jovan Mićić (1785-1844), un haïdouk et un combattant du premier et du second soulèvement serbe contre les Ottomans, est né à Mačkat, près de Čajetina. Dimitrije Tucović (1881-1914), né à Gostilje, était un chef et un théoricien socialiste. Savo Jovanović (1926-1944), surnommé Sirogojno, était un Partisan communiste qui a reçu le titre de héros national de la Yougoslavie ; il est né à Trnava.
L'historien Ljubiša Đenić (1914-1977) est né à Čajetina.

## Coopération internationale
Čajetina a signé des accords de partenariat avec les villes suivantes :
- Herceg Novi (Monténégro)
- Lefkimmi (Grèce)
- Nazarje (Slovénie)
- Šamac (Bosnie-Herzégovine)